# Magdalen College

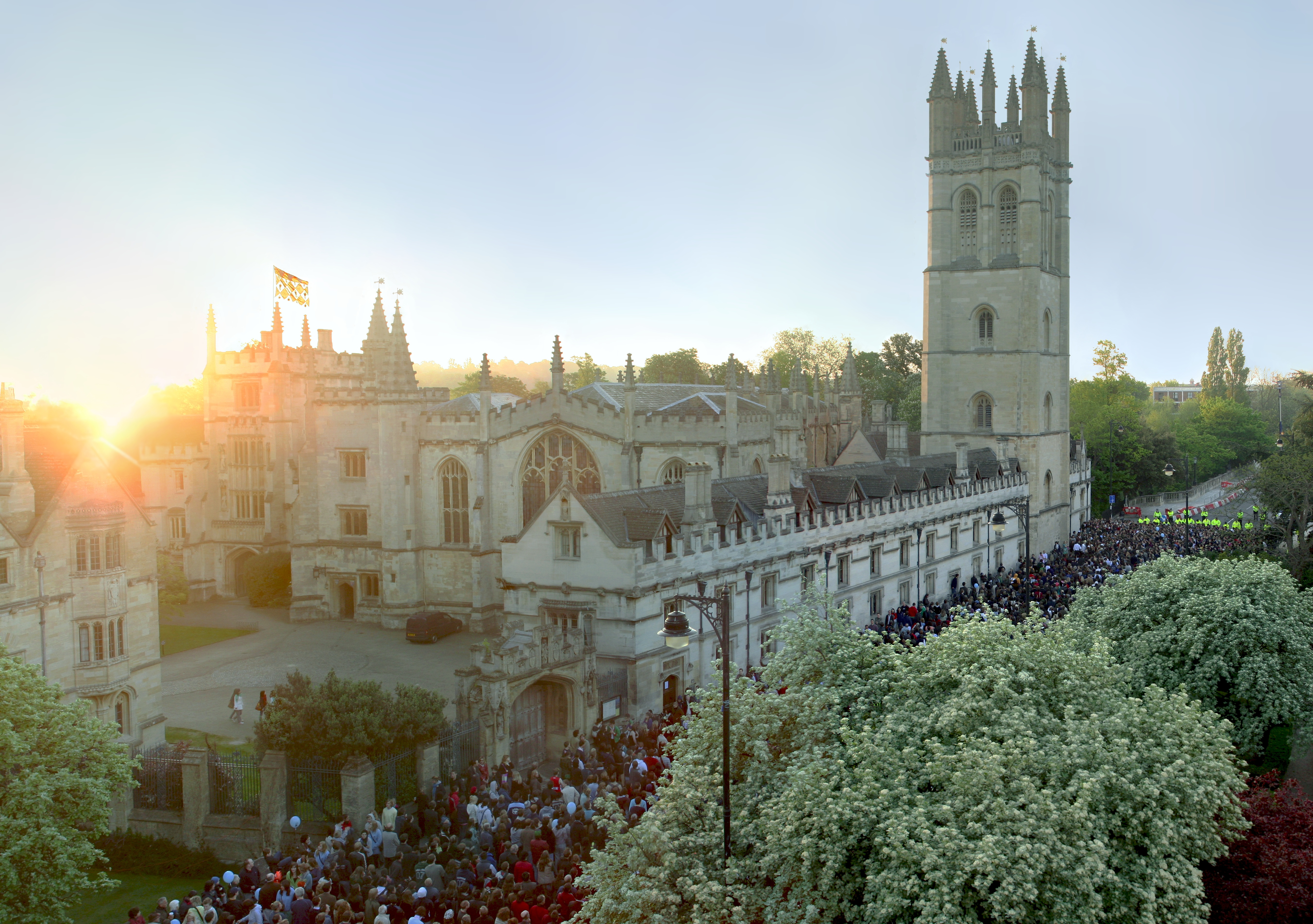
Magdalen College

Magdalen College [ˈmɔːdlɪn] ist eines der älteren Colleges der University of Oxford. Gegründet im Jahr 1458, gilt Magdalen noch heute als eines der renommiertesten und schönsten Colleges der Universität. Magdalen College befindet sich am östlichen Rand der Oxforder Innenstadt, am Ufer des River Cherwell. Die Namensgeberin ist die hl. Maria Magdalena, der vollständige Name lautet „The College of St Mary Magdalen in the University of Oxford“.

## Geschichte
Bischof William Waynflete gründete 1458 auf dem Gelände des Hospital St. John das Magdalen College; die neuen Gebäude wurden ab 1474 (Grundsteinlegung) durch den Oxforder Baumeister William Orchard errichtet. Die Überreste des alten Hospiz wurden dabei integriert.
Von 1543 bis 1548 war der englische Komponist John Sheppard der Musikdirektor des College. Der Titel informator choristarum wird dem Musikdirektor heute noch verliehen. Alljährlich am 1. Mai um 6 Uhr früh erklingt von der Spitze des Turms der lateinische Gesang des Magdalen College Choir.

## Gebäude und Anlagen
Berühmt sind unter anderem der zentrale Klostergang von Magdalen (Cloisters) aus dem 15. Jahrhundert, die Parkanlagen (insbesondere Addison’s Walk), der 44 Meter hohe Glockenturm und das New Building aus dem 19. Jahrhundert.
In der Kapelle des Colleges befindet sich seit den frühen 1990er Jahren eine zeitgenössische Kopie des „Abendmahls“ von Leonardo da Vinci.

## Professoren und Studenten
In den 1950er Jahren lehrte C. S. Lewis, bekannt als Verfasser der Narnia-Romane, am Magdalen College. Fellows des Magdalen College waren unter anderem der Historiker Alan J. P. Taylor (von 1938 bis 1976) und der Literatur-Nobelpreisträger Seamus Heaney.
Einer der bekanntesten Absolventen des Magdalen College war der irischstämmige Schriftsteller Oscar Wilde. Ein weiterer bekannter Student war der Historiker Edward Gibbon. Auch Lord Denning, der bedeutendste britische Richter des 20. Jahrhunderts, sowie David Souter und Stephen Breyer, beide Richter am Obersten Gerichtshof der USA, studierten am Magdalen College.